# Arsonion
Arsonion, im Lateinischen Arsonium; (altgriechisch Ἀρσόνιον), ist ein Ortsname, der in der Geographia des Claudius Ptolemaios als einer der im Innern der Germania magna nördlicher im Osten liegenden Orte (πόλεις) mit 43° 30′ Länge (ptolemäische Längengrade) und 52° 20′ Breite angegeben wird. Arsonion liegt damit nach Ptolemaios zwischen Leukaristos und Kalisia. Wegen des Alters der Quelle kann eine Existenz des Ortes um 150 nach Christus angenommen werden.
Der Ort konnte bisher nicht sicher lokalisiert werden. Ein interdisziplinäres Forscherteam um Andreas Kleineberg, das die Angaben von Ptolemaios neu untersuchte, lokalisiert zurzeit Arsonion anhand der Transformation der antiken Koordinaten beim heutigen Schildberg (Ostrzeszów) in der Woiwodschaft Großpolen in Polen.
Die Lage der polis im Gebiet der Warthelandschaft an der Oder stellt einen möglichen Zusammenhang mit dem Siedlungsgebiet der Oder-Warthe-Gruppe bzw. der frühen Przeworsk-Kultur her. Diese archäologische Kultur verbindet die historische Forschung im Allgemeinen mit den frühen Wandalen und Burgunden sowie mit den Lugiern.